# 2023年馬哈奇卡拉加油站爆炸事件
2023年8月14日晚間9時40分，俄羅斯達吉斯坦共和國首府馬哈奇卡拉一座加油站發生爆炸，造成35人死亡，119人受傷。

## 爆炸
爆炸發生於莫斯科时间21時40分。火勢最初是從附近的一家汽車修理店開始蔓延，隨後波及加油站。加油站的八個外部油箱中有兩個發生爆炸，造成35人死亡，80至115人受傷，其中多人被爆炸噴出的火焰燃料嚴重燒傷。火勢蔓延至600平方公尺的區域，並有進一步爆炸的可能。

## 後續
首腦謝爾蓋·梅利科夫宣布達吉斯坦庫姆托爾卡林斯基區進入緊急狀態。緊急情況部表示，已派飛機將傷員疏散至莫斯科的醫院。據塔斯社報導，衛生部聯邦災難醫學中心的成員以及莫斯科各醫療組織的成員已來到達吉斯坦提供幫助。截至2023年8月15日，搜救行動仍在進行中，緊急救援人員仍在搜尋倖存者並清理瓦礫。

## 調查
俄羅斯聯邦偵查委員會已對爆炸事件立案並展開調查。警方逮捕了加油站附近汽车修理店的老板，据悉该公司的仓库存放了约100吨硝石，推测火灾是从这个仓库开始的。

## 反應
俄羅斯政府發布總統弗拉基米爾·普丁和達吉斯坦首腦謝爾蓋·梅利科夫的唁電，承諾向死者家屬支付100萬盧布，並宣布一日的哀悼日。根據消息，普丁總統「向爆炸中遇難者的家人和朋友表示哀悼……並祝爆炸受害者早日康復」。達吉斯坦當局還表示，爆炸中受傷的人將獲得20萬至40萬盧布的賠償金。